# 서울 진관사 석불좌상
서울 진관사 석불좌상(서울 津寬寺 石佛坐像)은 서울특별시 은평구 진관외동에 위치한 진관사의 칠성각에 봉안된 석불좌상이다. 2002년 3월 15일 서울특별시의 문화재자료 제10호로 지정되었다.

## 지정 사유
이 불상은 현재 진관사(津寬寺) 칠성각(七星閣)에 봉안된 석불좌상으로 불석(佛石, 玉石)으로 만들어졌다.
동글면서도 앳된 얼굴이 특징적 동형불상(童形佛像)으로 신체에 비하여 두부(頭部)가 유난히 크게 표현되어 있다. 머리는 나발(螺髮)로서 육계(肉髻)가 낮고 정상계주(頂上髻珠)와 중간계주(中間髻珠)가 모두 표현되었으며 크고 넓적한 얼굴에는 이목구비가 작게 묘사되었다. 특히 작은 입가에는 미소를 머금고 있어 아기 같은 신체와 더불어 친근하면서도 온화한 인상을 나타내고 있다. 신체에는 통견(通肩)의 법의(法衣)를 걸치고 있는데 양 어깨를 덮은 옷자락은 가슴 한가운데에 평행으로 표현된 군의(裙衣) 아래로 끼워 놓았다. 두 손은 유난히 크게 묘사되었고 양 무릎 위에 가지런히 모아 대었다.
이 불상은 천불상(千佛像) 중의 하나로 생각되는데, 이 상(像)과 같은 형식의 불상(佛像)은 강원도와 서울, 경기 북부 지역에서 많이 볼 수 있다. 전체적으로 신체에 비해 얼굴이 큰 편이지만 삼각형을 이루는 안정감 있는 자세와 조형성에서 조선 후기 불상의 특징을 보여준다. 근년에 개금(改金)을 했지만 결손된 부분 없이 보존이 양호하다.

## 같이 보기
- 진관사

## 참고 자료
- 서울 진관사 석불좌상 - 국가유산청 국가유산포털
- 본 문서에는 서울특별시에서 지식공유 프로젝트를 통해 퍼블릭 도메인으로 공개한 저작물을 기초로 작성된 내용이 포함되어 있습니다.